# Raab Karcher
Raab Karcher war ein deutsches Handelsunternehmen für Baustoffe mit Sitz in Offenbach am Main. Im Juli 2008 wurde das Unternehmen in den deutschen Zweig des Konzerns Compagnie de Saint-Gobain (Saint-Gobain Building Distribution Deutschland) integriert und besteht seitdem als Handelsmarke weiter. Am 1. November 2019 gingen die Handelsmarke und der Baustoffhandel an Stark Deutschland, Mutterkonzern ist seitdem die Stark Gruppe.

## Geschichte

Friedrich Carl Raab

Franz Daniel Bender sr., Mitbegründer und Gründer der Brauerei Bender in Kaiserslautern (1849)

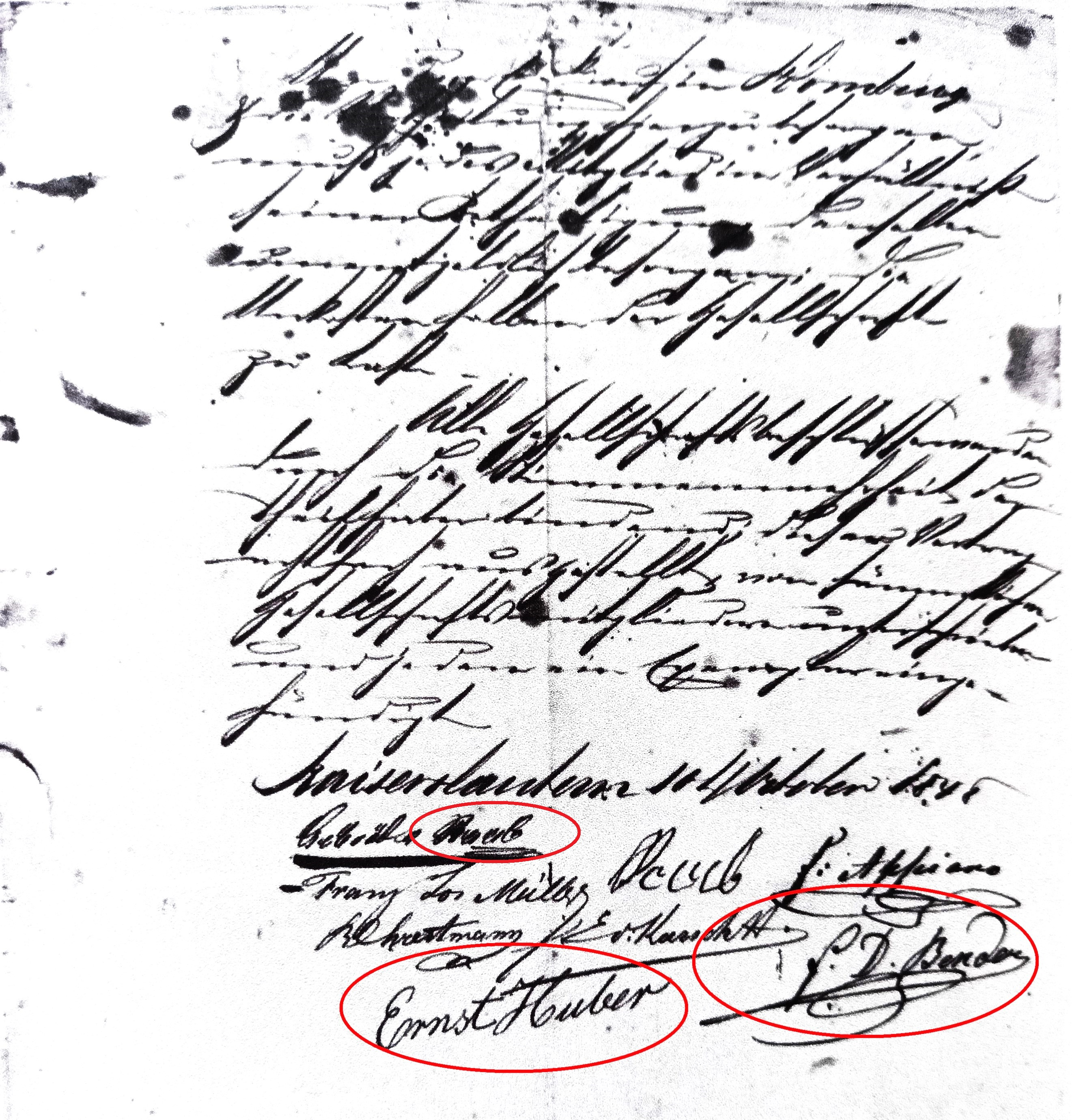
Letzte Seite des Gesellschaftsvertrags vom 10. Oktober 1848, Auszug (Gründungsvertrag Raab Karcher)

Ausgangspunkt war das 1848 in Kaiserslautern gegründete Unternehmen Raab, Karsch & Cie. für den Einkauf von Saarkohle durch neun dort ansässige Händler, Handwerker und Unternehmer, darunter einer der beiden Namensgeber Carl Friedrich Raab (1777–1854), Ernst Huber (1815–1895) und Franz Daniel Bender (1815–1881), Gründer die Brauerei Bender (1849). Im Jahr 1859 wurde der Frankenthaler Zuckerfabrikant Carl Heinrich Karcher (1808–1875) Teilhaber des Unternehmens, das ab 1881 als Raab, Karcher & Cie firmierte. Das Speditionsgeschäft mit Kohle wurde später um andere Materialien wie Holz, Baustoffe, Heizöle, chemische und andere Produkte erweitert. 1872 trat Carl Huber (1848–1914), Sohn des Mitbegründers Ernst Huber, in das Unternehmen ein; er wurde zu einem ganz entscheidenden Motor der weiteren Unternehmensentwicklung. In dem nach dem Deutsch-Französischen Krieg 1871 deutsch gewordenen Straßburg gründete er eine Niederlassung, die später zum Hauptsitz wurde. Carl Huber wurde weit über sein Unternehmen hinaus bekannt, als er sich für die Regulierung und Schiffbarmachung des Rheins bis Straßburg einsetzte, mit dem Aufbau einer eigenen Schiffsflotte (1880), der späteren Reederei Raab Karcher (1988), begann und eine weitere Niederlassung in Duisburg gründete. Er knüpfte die Verbindung zur Gelsenkirchener Bergwerks-AG (GBAG), an die er und seine Partner zwischen 1906 und 1914 alle Geschäftsanteile der Raab Karcher GmbH verkauften. Carl Huber hatte Raab Karcher groß gemacht und starb 1914 mit dem Ehrentitel eines (kaiserlichen) Geheimen Kommerzienrat.
1897 stieg Willi Huber (1879–1957), Sohn von Carl Huber und Enkel des Unternehmensgründers, als Prokurist in das Unternehmen ein und wurde 1910 Geschäftsführer. Als 1914 die GBAG die Mehrheit der Raab Karcher GmbH übernahm, wurde Huber Mitglied des Aufsichtsrats der GBAG. Nach dem Ersten Weltkrieg musste Willi Huber als Deutscher das wieder französisch gewordene Straßburg verlassen; er zog nach Karlsruhe, das nun Hauptsitz des Unternehmens wurde, und später schließlich nach Essen, wo er am 19. August 1957 starb. Willi Huber hatte nach dem Versailler Friedensvertrag mit vielen Betriebsangehörigen von Raab Karcher Wohnsitz und Arbeitsstätte in Straßburg aufgeben müssen, der gesamte Verlust infolge des Kriegsausganges wurde auf etwa 13 Millionen Goldmark (2025 ca. 13 Mrd. Euro) geschätzt.
Die GBAG brachte Raab Karcher 1926 bei deren Gründung in die Vereinigte Stahlwerke AG ein.
1964 erwirtschaftete die Raab Karcher GmbH einen Umsatz von 1,078 Milliarden DM.
1990 übernahm Raab Karcher das Unternehmen ista. 1996 wurde die Raab Karcher Kohle GmbH von der Ruhrkohle Handel GmbH (einer Tochtergesellschaft der Ruhrkohle Beteiligungs-GmbH, die wiederum eine Tochter der RAG Aktiengesellschaft ist) gekauft. 1993 und 1994 erzielte sie Umsätze von 1,59 und 1,29 Mrd. DM, davon entfielen etwa 90 % auf Deutschland.
Im Juli 1997 erwarb die Raab Karcher AG für 630 Mio. US-Dollar den US-Spezialdistributor Wyle Electronics. Bereits 1992 war das Unternehmen im Rahmen der Handelsgesellschaft Stinnes AG tätig, die ein Bestandteil des Konzerns VEBA war. 1998 wurden die Raab Karcher AG und die VEBA Immobilien AG zur Viterra AG zusammengeführt.
Raab Karcher Sicherheit (RKS), mit 10.500 Beschäftigten (davon 2.200 in Berlin) im Bereich Sicherheit, Facility- und Immobilien-Management (30-prozentige Beteiligung an Müller International) wurden zur Raab Karcher AG Veba Immobilien-Management zusammengefasst. Die neu gegründete Tochtergesellschaft Raab Karcher Sicherheit Privat GmbH wollte bis 1999 rund 30.000 Privatkunden an ihre Alarmaufschaltungen binden.
Im Jahr 2000 verkaufte Stinnes den Raab Karcher Baustoffhandel an die französische Compagnie de Saint-Gobain. Damals arbeiteten knapp 3800 Mitarbeiter in rund 125 Standorten bei Raab Karcher. In den Niederlanden, Ungarn und Tschechien waren sie unter dem Namen Raab Karcher vertreten, in Polen unter dem Namen Saint-Gobain Dystrybucja Budowlana und in der Slowakei unter a-Keramika.
Zwischen Juli 2008 und September 2019 firmierte die Raab Karcher GmbH unter dem Dach der Compagnie de Saint-Gobain als Saint-Gobain Building Distribution Deutschland GmbH. Von 2010 bis 2015 erweiterte Raab Karcher mit den sechs weiteren Standorten Köln, Berlin-Adlershof, Bonn, Bad Neuenahr-Ahrweiler, Bühl und Heidelberg sein deutschlandweites Netzwerk.
Zum 9. Oktober 2019 wurde die Saint-Gobain Building Distribution Deutschland GmbH von der Stark Gruppe übernommen und firmiert seitdem als Stark Deutschland.

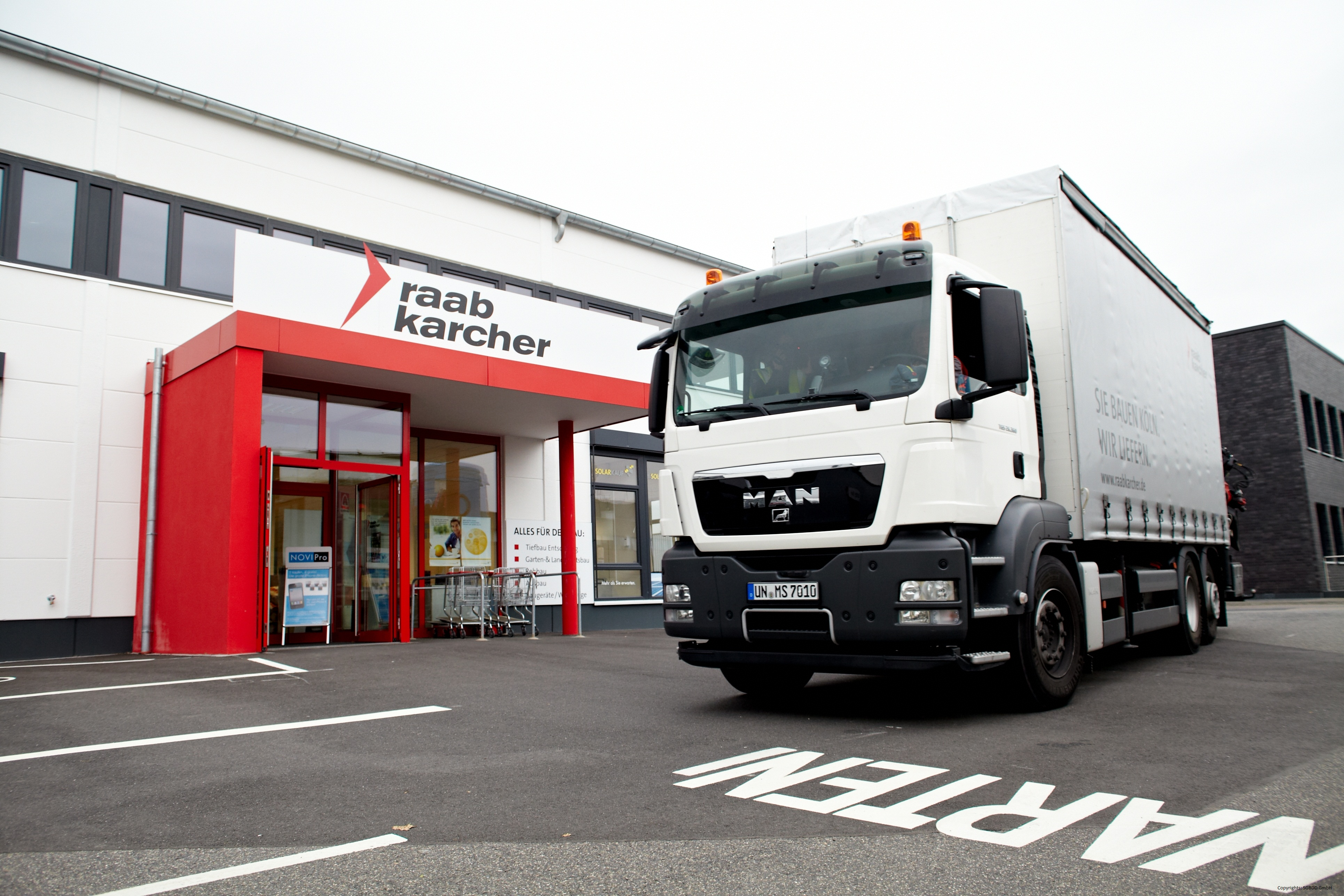
Raab-Karcher-Niederlassung

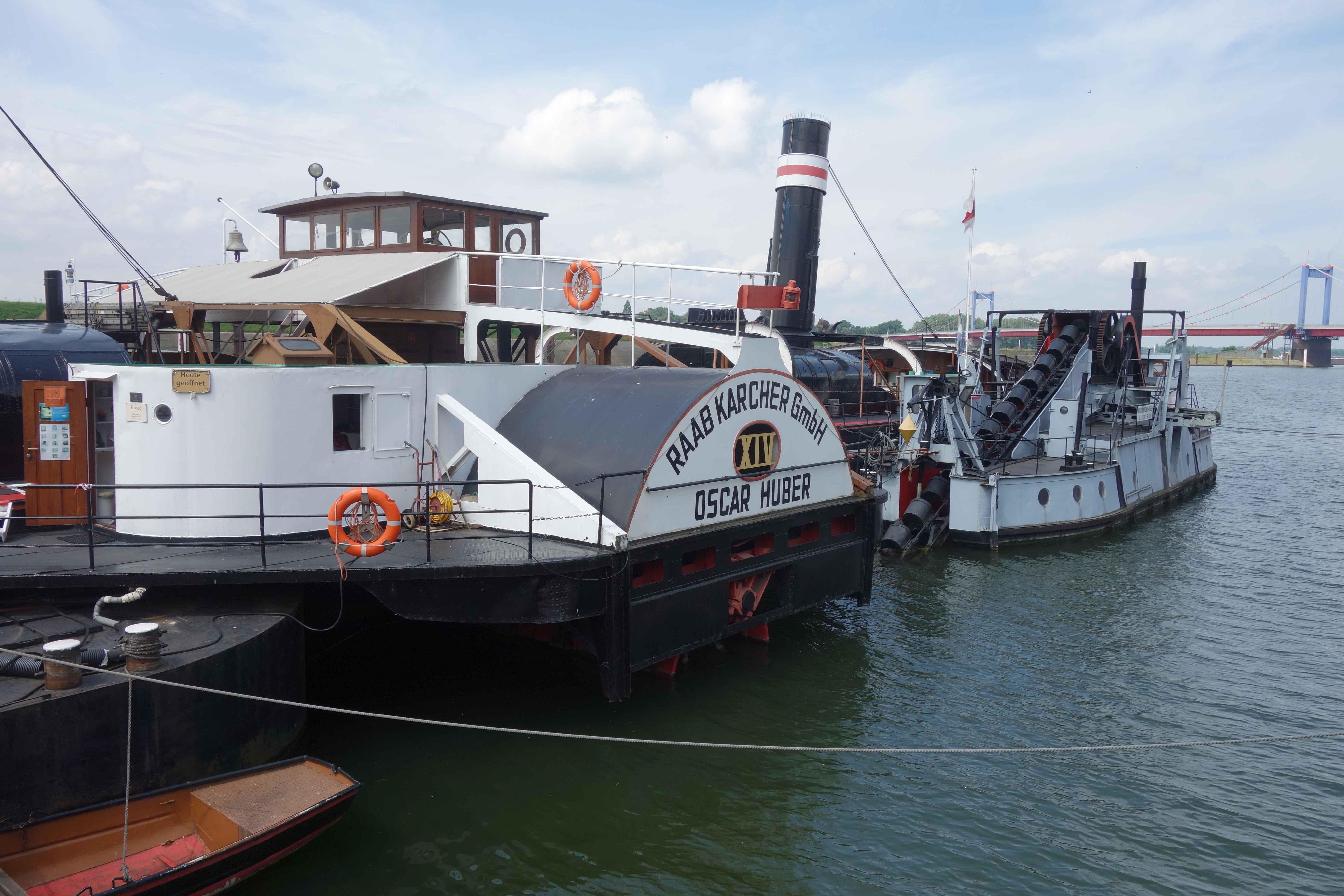
Schaufelrad des Raddampfers Oscar Huber der Raab Karcher von 1882 (Mitte) mit Eimerkettenbagger (rechts) (Museumsschiff am Vinckekanal in Duisburg-Ruhrort)

Raab Karcher ist innerhalb der Unternehmensgruppe Stark Deutschland GmbH die größte und umsatzstärkste Handelsmarke. Raab Karcher bietet Produkte für die Gewerke Rohbau, Ausbau und Dach, sowie Tiefbau (Versorgung, Entsorgung, Oberfläche). Bundesweit ist das Unternehmen mit mehr als 125 Niederlassungen vertreten.